# Poivrier long
Piper longum
Pour les articles homonymes, voir Poivre (homonymie).
Espèce
Classification APG III (2009)
Le poivrier long (Piper longum) est une espèce de plantes à fleur de la famille des Piperaceae. C'est une liane qui produit du poivre originaire d'Asie.

## Description
Le poivrier long (Piper longum) est une liane. Ses fruits sont minuscules et enfermés dans une infrutescence de quelques cm de long, qui ressemble un peu à un chaton de noisetier. Comme ceux du poivrier noir (Piper nigrum), ces fruits contiennent un alcaloïde, la pipérine, qui contribue à leur piquant. Leur saveur est plus chaude, légèrement sucrée et moins forte que celle du poivre noir, avec certaines ressemblances avec celle de la cannelle.

## Répartition et habitat
Le poivre long est originaire de l'Inde, poussant à l'état sauvage sur les contreforts de l'Himalaya.

## Risque de confusion
Une autre espèce de poivrier long, Piper retrofractum (en), est native de l'île de Java.

## Histoire
Très populaire au temps des Romains et des Grecs, ce fut une des premières épices à atteindre l'Europe.[réf. souhaitée]

## Propriétés et usages
Piper longum est une des plantes majeures dans l’Ayurveda, où il est appelé pippali. Il favorise la résistance de l’organisme au stress et est utilisé en Inde pour le traitement des maladies du système respiratoire comme les bronchites, l'asthme, mais également pour ses effets bénéfiques sur le système digestif [réf. nécessaire]. Selon l'Ayurveda, le poivre long augmente agni, le feu digestif, améliorant ainsi la digestion mais également le métabolisme. Paradoxalement, il favorise également un sommeil plus réparateur ,,,,.
Le poivre est une épice quasi universellement consommée [réf. nécessaire]. Sa saveur piquante est due à des amides de la pipéridine. On doit le concasser au mortier puis au moulin à café de préférence.
Des chercheurs ont découvert que la pipérine contenue dans cette plante peut améliorer les fonctions cérébrales et possède un pouvoir anti-dépresseur. Ses propriétés analgésiques et anti-inflammatoires ont été mises en évidence par différentes études systémiques [réf. nécessaire].
La pipérine a également le pouvoir d’augmenter la biodisponibilité des substances nutritives telles que le bêtacarotène, le sélénium, le glucose et les acides aminés[réf. nécessaire].
Des études du Regional Research Lab CSIR de Jammu en Inde, ont établi que la pipérine augmentait la biodisponibilité de la plupart des médicaments : ainsi, les doses de médicaments absorbées ont pu être significativement réduites pour un même effet lorsque la prise était accompagnée de pipérine[réf. nécessaire].
Étant donné qu'il parfume beaucoup les plats, on le suggère notamment pour agrémenter l'osso buco, le fromage au lait de chèvre frais, les soupes d'hiver et les potages.
Cette plante est citée dans une étude de type Criblage à haut débit. Elle a été retenue parmi une liste d'autres candidates potentielles pour ses effets antiviraux contre le SARS-CoV-2, responsable de la pandémie de COVID-19.